# NGC 405
NGC 405 é uma estrela dupla na direção da constelação de Phoenix. O objeto foi descoberto pelo astrônomo John Herschel em 1834, usando um telescópio refletor com abertura de 18,6 polegadas. 